# Wim Meijers
Wim Meijers (Nijmegen, 28 juli 1948) is een voormalig Nederlands voetballer.
Meijers begon op vijftienjarige leeftijd met voetbal bij N.E.C.. Daar kwam hij als linksbuiten in het seizoen 1966/67 ook in het eerste elftal. Naast N.E.C. was Meijers vooral succesvol bij andere Gelderse verenigingen als Wageningen, De Graafschap en Vitesse waar hij in 1984 zijn loopbaan besloot. In totaal speelde hij 420 competitiewedstrijden waarin hij 59 doelpunten maakte.
Na het voetbal ging hij in Bemmel wonen en werd hij vertegenwoordiger in sportmedische producten. Hij was daarin niet succesvol en nadat hij in 1992 gescheiden was en hij zijn eigen bedrijf, CIOG dat hij sinds 1997 had, in 2004 noodgedwongen moest stoppen, kwam hij financieel in de problemen. Hij ging in Tilburg wonen en had verschillende keren problemen met de Sociale Dienst die hem betichtte van samenwonen terwijl hij een uitkering voor een alleenstaande had. In die periode bouwde hij ook huurschulden op. Anno 2009 woonde hij in Nijmegen in een kamer van een voormalig klooster dat gesloopt ging worden.
Meijers heeft twee dochters. Ook zijn oudere broer Pauke speelde bij N.E.C..
In 1971 werd hij gedeeld topscorer van de eerste divisie. Met De Graafschap (1973) en N.E.C. (1975) promoveerde hij naar de eredivisie. Hij werkte na zijn spelersloopbaan ook als jeugdtrainer.

## Trivia
In het veld deed hij vaak onverwachte dingen. In een wedstrijd op de Vijverberg was er een vrije trap voor de tegenstander van de Graafschap. Hij liep richting bal en iedereen verwachtte dat hij de bal op de plek zou deponeren waar de vrije trap genomen moest worden. De scheidsrechter en spelers wachtten geduldig tot de bal er zou zijn. Met een stalen gezicht negeerde hij de bal tot grote hilariteit van het publiek.